# Echinopsis antezanae
Echinopsis antezanae ist eine Pflanzenart aus der Gattung Echinopsis in der Familie der Kakteengewächse (Cactaceae). Das Artepitheton antezanae ehrt den bolivianischen Agrarwissenschaftler und Direktor der Forestry Division von Oruro Lucio Antezana, der Martín Cárdenas bei einer seiner Touren unterstützte.

## Beschreibung
Echinopsis antezanae wächst von der Basis aus verzweigt mit ein bis fünf dicken, säulenförmigen Trieben, die Wuchshöhen von bis zu 5 Metern erreichen. Die zylindrischen Triebe sind kräftig und erreichen Durchmesser von bis zu 25 Zentimetern. Es sind 15 bis 30 Rippen vorhanden. Die darauf befindlichen weißen Areolen stehen eng beieinander. Aus ihnen entspringen zehn bis 27 dünne, nadelige Dornen, die etwas an der Trieboberfläche anliegen und häufig ineinander verwoben sind. Einige der gelblichen bis bräunlichen, 2 bis 20 Zentimeter langen Dornen sind zurückgebogen.
Die weißen bis hellgelben, rötlich überhauchten Blüten erscheinen zu mehreren gedrängt an der Triebspitze und öffnen sich in der Nacht. Sie werden 10 bis 14 Zentimeter lang. Die kugelförmigen, gelblich grünen Früchte weisen einen Durchmesser von 2,5 Zentimeter auf.

## Verbreitung und Systematik
Echinopsis antezanae ist im bolivianischen Departamento Oruro verbreitet.
Die Erstbeschreibung als Trichocereus antezanae durch Martín Cárdenas wurde 1953 veröffentlicht. Heimo Friedrich und Gordon Douglas Rowley stellten die Art 1974 in die Gattung Echinopsis. Ein weiteres nomenklatorisches Synonym ist Helianthocereus antezanae (Cárdenas) Backeb. (1955).
Echinopsis antezanae ist mit Echinopsis tarijensis verwandt.

## Nachweise